# Ariane 44P
Ariane 44P – francuska rakieta nośna z serii Ariane 4. Wyposażona w 4 dopalacze PAP zasilane paliwem stałym. Startowała 15 razy, z czego wszystkie były pomyślne.

## Starty
1. 4 kwietnia 1991, 23:33 GMT; s/n V-43; miejsce startu: kosmodrom Kourou (ELA-2), Gujana Francuska
Ładunek: Anik E2; Uwagi: start udany
2. 26 września 1991, 23:43 GMT; s/n V-46; miejsce startu: kosmodrom Kourou (ELA-2), Gujana Francuska
Ładunek: Anik E1; Uwagi: start udany
3. 29 sierpnia 1995, 06:41 GMT; s/n V-77; miejsce startu: kosmodrom Kourou (ELA-2), Gujana Francuska
Ładunek: NStar A; Uwagi: start udany
4. 17 listopada 1995, 01:20 GMT; s/n V-80; miejsce startu: kosmodrom Kourou (ELA-2), Gujana Francuska
Ładunek: ISO; Uwagi: start udany
5. 5 lutego 1996, 07:19 GMT; s/n V-83; miejsce startu: kosmodrom Kourou (ELA-2), Gujana Francuska
Ładunek: NStar B; Uwagi: start udany
6. 15 czerwca 1996, 06:55 GMT; s/n V-87; miejsce startu: kosmodrom Kourou (ELA-2), Gujana Francuska
Ładunek: Intelsat 709; Uwagi: start udany
7. 1 marca 1997, 01:07 GMT; s/n V-94; miejsce startu: kosmodrom Kourou (ELA-2), Gujana Francuska
Ładunek: Intelsat 801; Uwagi: start udany
8. 25 czerwca 1997, 23:44 GMT; s/n V-96; miejsce startu: kosmodrom Kourou (ELA-2), Gujana Francuska
Ładunek: Intelsat 802; Uwagi: start udany
9. 8 sierpnia 1997, 06:46 GMT; s/n V-98: miejsce startu: kosmodrom Kourou (ELA-2), Gujana Francuska
Ładunek: PanAmSat-6; Uwagi: start udany
10. 2 grudnia 1997, 22:52 GMT; s/n V-103: miejsce startu: kosmodrom Kourou (ELA-2), Gujana Francuska
Ładunek: JCSAT 5, Equator-S; Uwagi: start udany
11. 28 kwietnia 1998, 22:53 GMT; s/n V-108: miejsce startu: kosmodrom Kourou (ELA-2), Gujana Francuska
Ładunek: Nilesat 1, BSat 1B, STRV-1B; Uwagi: start udany
12. 25 sierpnia 1998, 23:07 GMT; s/n V-109; miejsce startu: kosmodrom Kourou (ELA-2), Gujana Francuska
Ładunek: ST-1; Uwagi: start udany
13. 6 września 2000, 22:33 GMT; s/n V-132; miejsce startu: kosmodrom Kourou (ELA-2), Gujana Francuska
Ładunek: Eutelsat W1; Uwagi: start udany
14. 10 stycznia 2001, 22:09 GMT; s/n V-137; miejsce startu: kosmodrom Kourou (ELA-2), Gujana Francuska
Ładunek: Turksat 2A; Uwagi: start udany
15. 25 września 2001, 23:21 GMT; s/n V-144;  miejsce startu: kosmodrom Kourou (ELA-2), Gujana Francuska
Ładunek: Atlantic Bird 2; Uwagi: start udany